# Diopetes fumata
Diopetes fumata är en fjärilsart som beskrevs av Henry Stempffer 1954. Diopetes fumata ingår i släktet Diopetes och familjen juvelvingar. Inga underarter finns listade i Catalogue of Life.